# Jeremiah Chechik
Jeremiah S. Chechik (Montreal, Quebec; 1958) es un director canadiense de películas como National Lampoon's Christmas Vacation, Benny & Joon, Diabolique y Los vengadores.
Chechik estuvo nominado para peor director en los premios Golden Raspberry de 1998 con Los vengadores, pero perdió contra Gus Van Sant por su versión de Psicosis.
En 2007, Chechik dirigió los ocho episodios de The Bronx Is Burning. Él y el productor Michael Birnbaum adquirieron los derechos de La casa de la noche de los autores P. C. Cast y su hija Kristin Cast.
Su film The Right Kind of Wrong fue proyectada en la gala del Festival Internacional de Cine de Toronto de 2013.